# لينا خوري
لينا خوري (من مواليد 27 أبريل 1976) هي مخرجة مسرحية وكاتبة ومنتجة ومعلمة لبنانية. ومعروفة بمعالجة المواضيع المحظورة وإثارة الأسئلة المثيرة للجدل في مسرحياتها.

## وقت مبكر من الحياة
ولدت في ترييستي بإيطاليا عام 1976 من أب لبناني وأم سورية من أصل آشوري. نشأت في حقبة الحرب الأهلية في لبنان. في عام 1997 تخرجت من الجامعة اللبنانية الأميركية بدرجة البكالوريوس في فنون الاتصال. بعد أن عملت كممثلة ومساعدة مخرج في عدد من البرامج التلفزيونية والمسرحيات بالإضافة إلى تقديم برنامجين إذاعيين، انتقلت إلى الولايات المتحدة وتابعت دراساتها العليا وحصلت على درجة الماجستير في الإخراج المسرحي من جامعة أركنساس في عام 2002.

## حياة مهنية
منذ أن عادت إلى بيروت عام 2003، قامت بالتدريس وإقامة ورش عمل ودروس ماجستير في التمثيل وكتابة السيناريو والإخراج للمسرح والسينما والتلفزيون في مؤسسات مختلفة في بيروت، لا سيما في الجامعة اللبنانية الأميركية، وجامعة أستراليا والجامعة اللبنانية.
عملتا الرئيسي وشغفها هو المسرح. اختارت العمل على مواضيع مثيرة للجدل تعكس وظائف المجتمع السيئة كما تراها، وتتجرأ على التشكيك في المعتقدات والأعراف الموروثة بذكاء وأسلوب. يظهر تأثيرها في جميع أنحاء المسرح اللبناني المعاصر من خلال تبنيها لوجهات نظر رائدة وإدارة المواهب.
في عام 2004 بدأت العمل على مسرحيتها الأولى "حكي نسوان"؛ والذي عُرضت لأول مرة في ربيع عام 2006. كانت مستوحاة من مناجيات المهبل لإيف إنسلر وكانت مسرحية رائدة تناولت مواضيع محرمة في المجتمع اللبناني والعالم العربي، ولا سيما تلك المتعلقة بقضايا المرأة والحرية الجنسية. ارتفعت شهرتها مباشرة، وحظيت المسرحية بتعليقات مدح من قبل وسائل الإعلام المحلية والوطنية والدولية.
في عام 2009، كتبت خوري فيلم صار لازم نحكي، وهو فيلم كوميدي إنساني يدور حول العلاقات بين الرجل والمرأة. ومجنون يحكي، هي المسرحية الثالثة التي أخرجها وأنتجها خوري. عرضت لأول مرة في عام 2013. وشارك في المسرحية زياد الرحباني الذي أعادته خوري إلى المسرح بعد 20 عاماً من مسرحيته الأخيرة.
في عام 2016، طرحت مسرحية عصام محفوظ المثيرة للجدل "لماذا..." على المسرح. وفي عام 2018، كتب خوري (بمساعدة الكاتبين فؤاد يمين ورامي الطويل) إخراج وإنتاج حكي رجال كوميديا سوداء طليعية، وهو تكملة لمسرحيتها حكي نسوان.
قدمت خوري برنامجين ترفيهيين: "الليلة ليلتك" على قناة LBCI، ومن الآخر على قناة إم تي في اللبنانية. كما عملت كمنتجة لمسلسل "الليلة ليلتك" و "هي وهو" و" المستثمر" مع قناة إم بي سي 1 في دبي. كانت أحد المدربين التمثيليين في مجال التمثيل العربي في تلفزيون أبو ظبي وإم تي في اللبنانية. كما قامت بإخراج وإنتاج مقاطع فيديو ومقاطع فيديو خاصة بالشركات في أيامها الأولى. وفي السينما كانت أحد منتجي فيلم تكسي البلد. كما شاركت كعضو لجنة تحكيم في المهرجانات المسرحية ومسابقات الأفلام القصيرة.

## معرض الصور

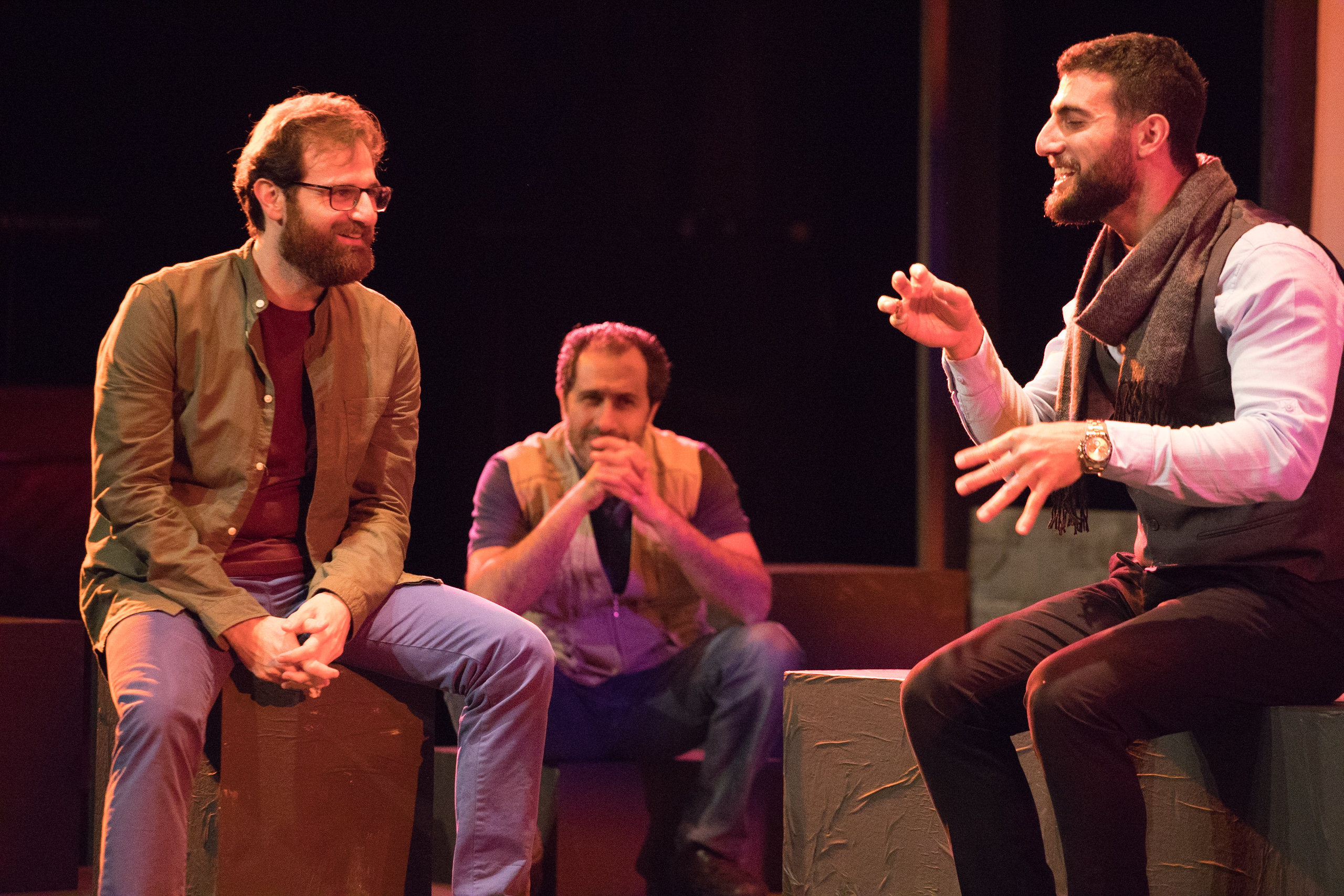
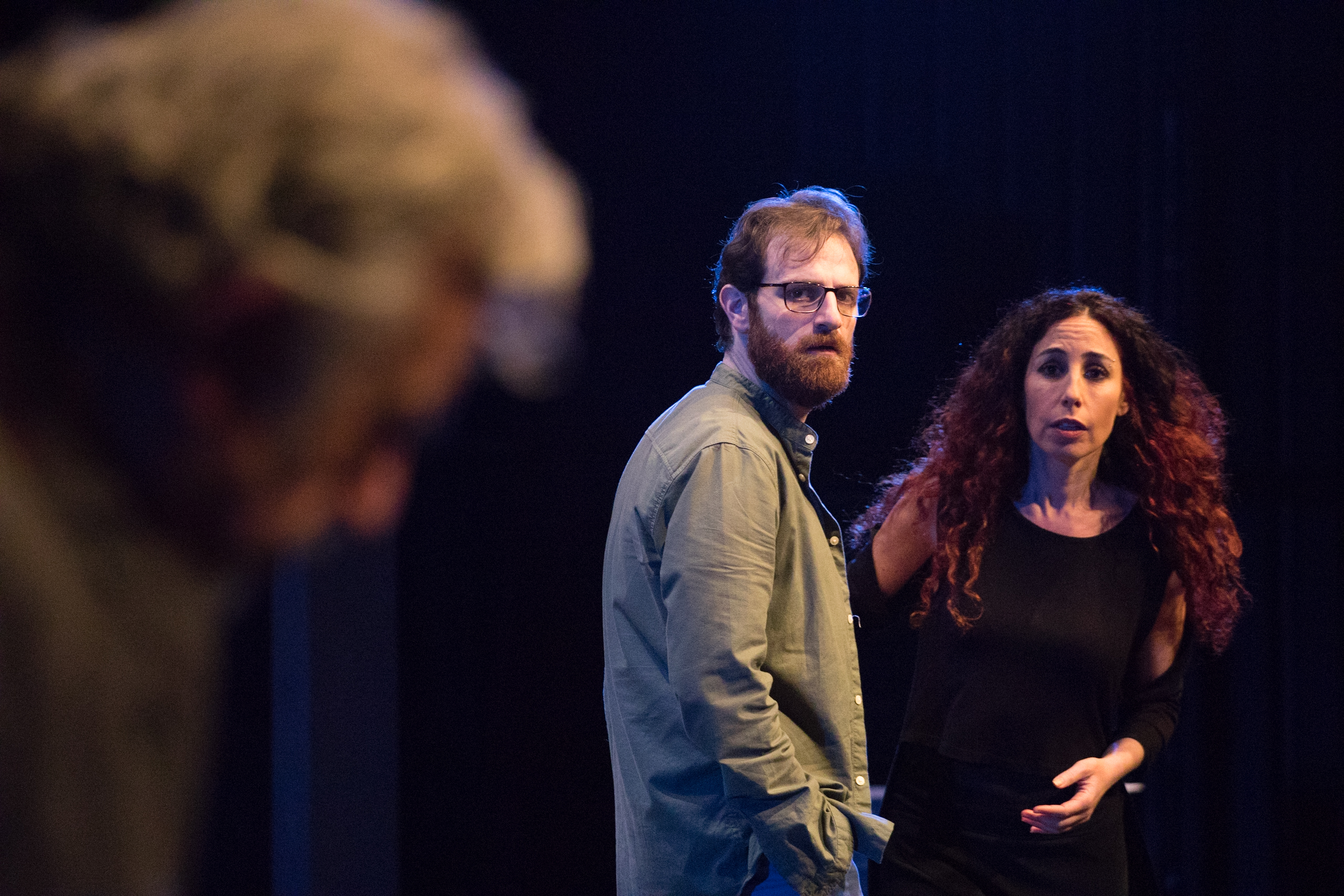
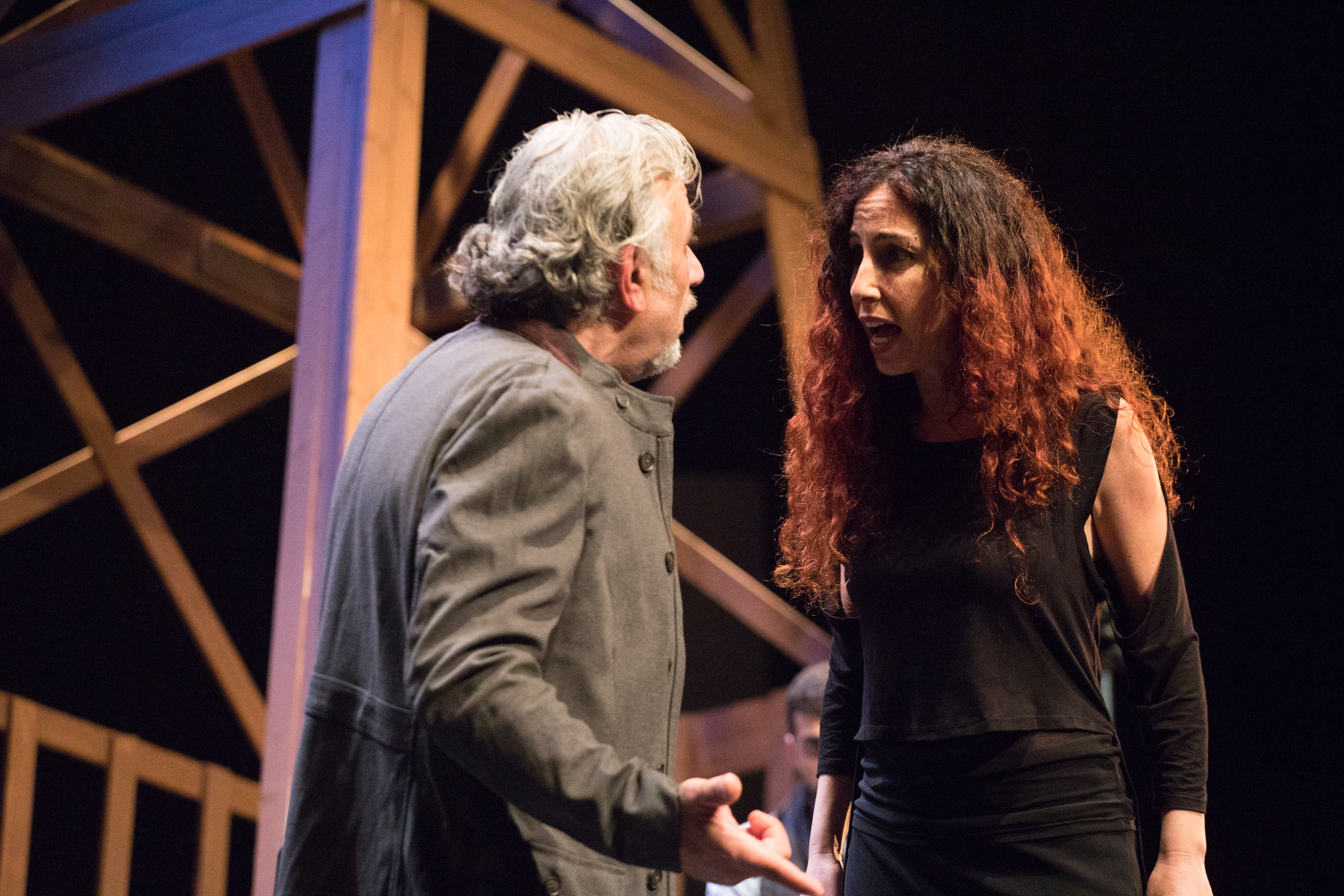
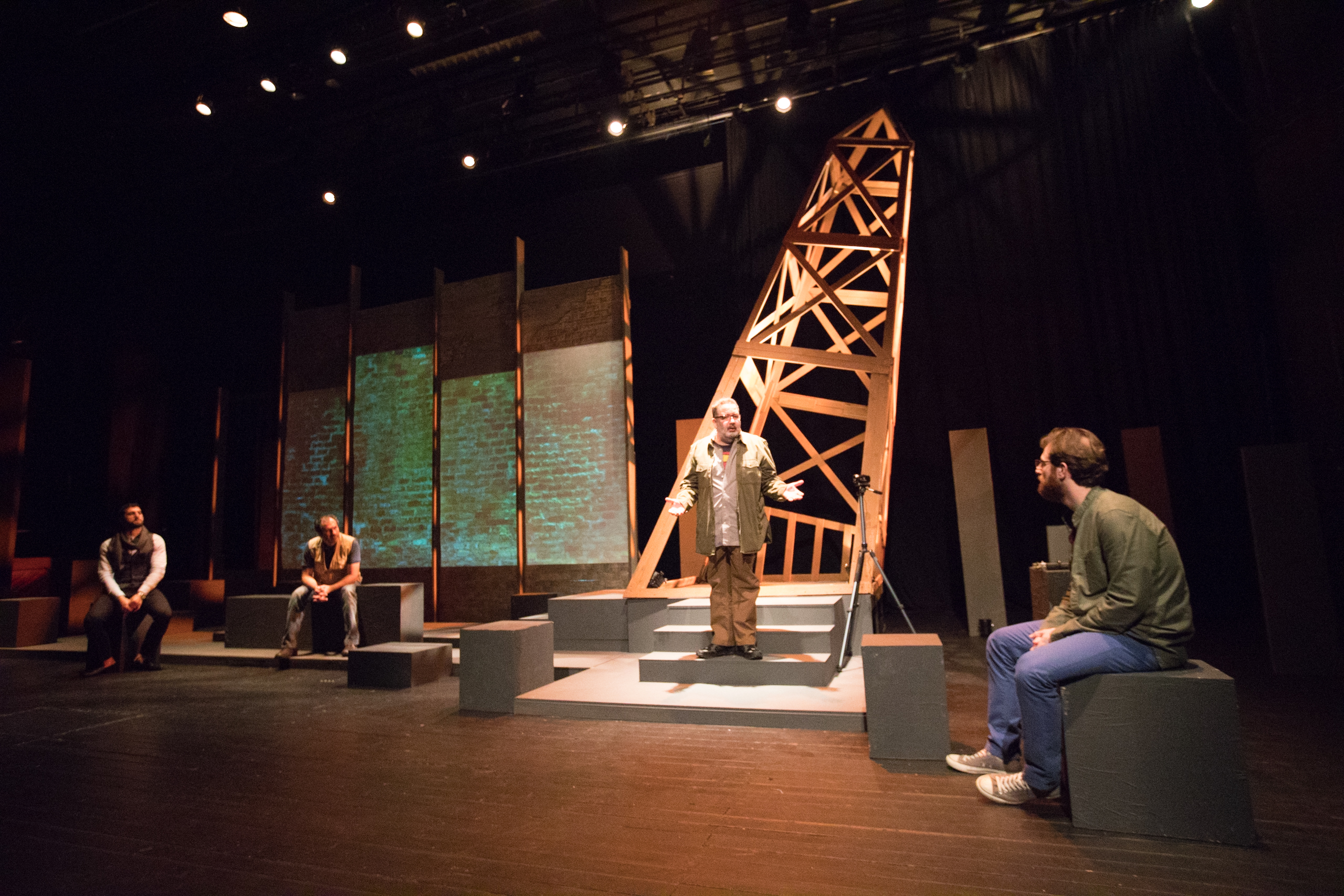
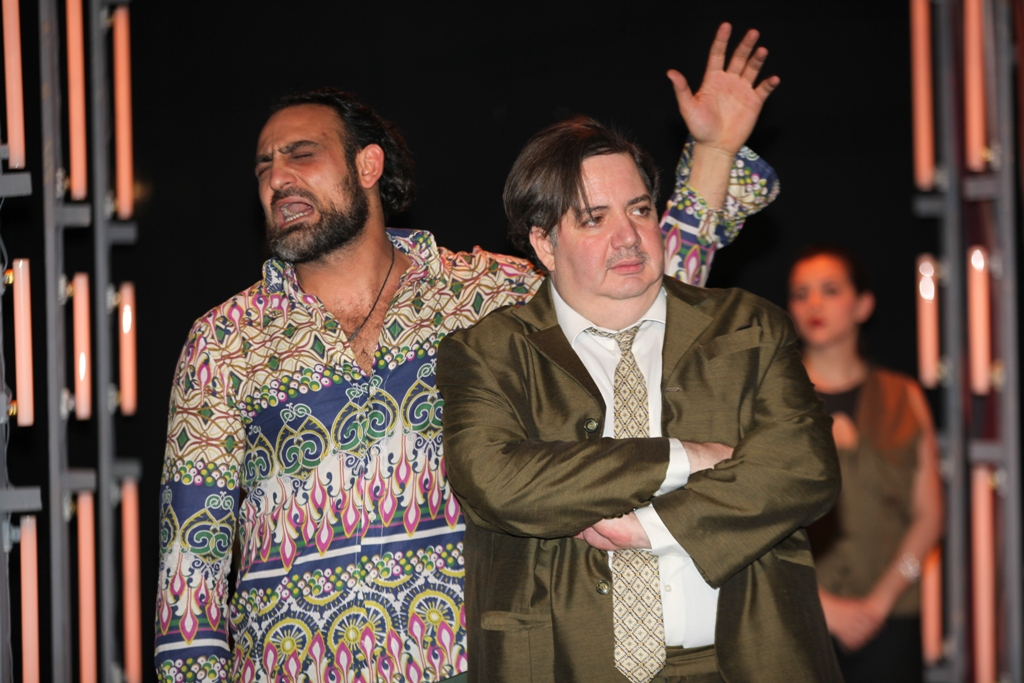
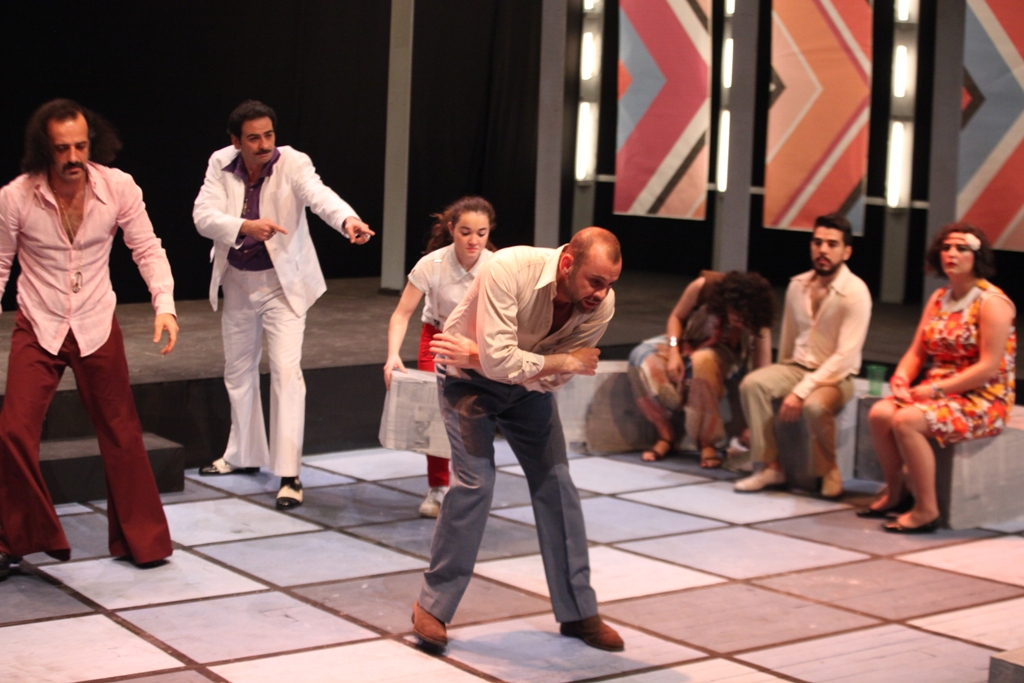
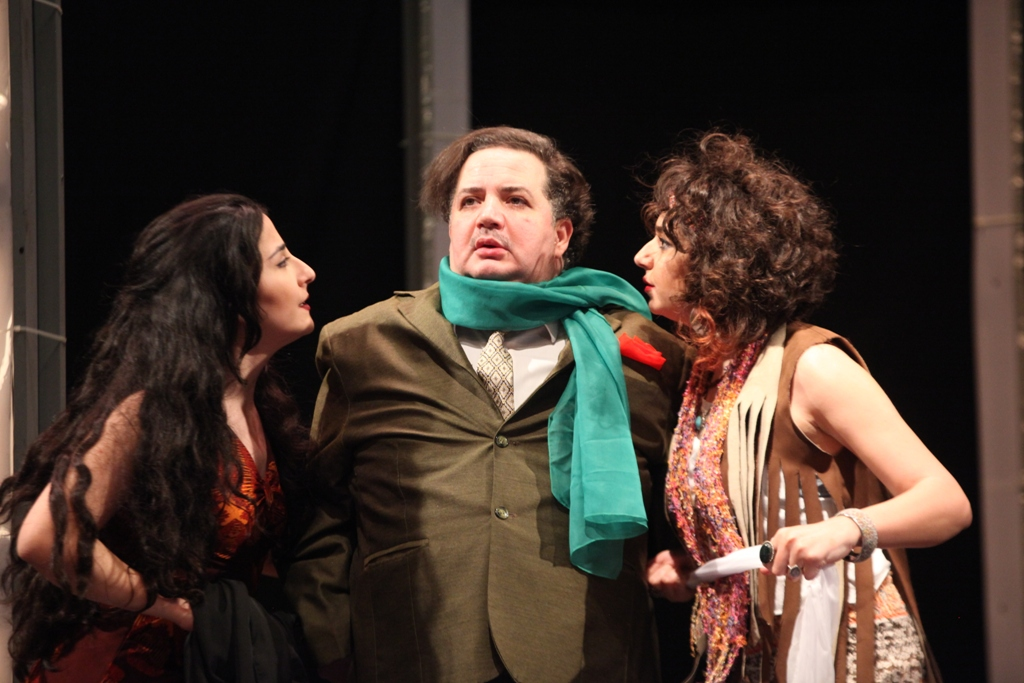
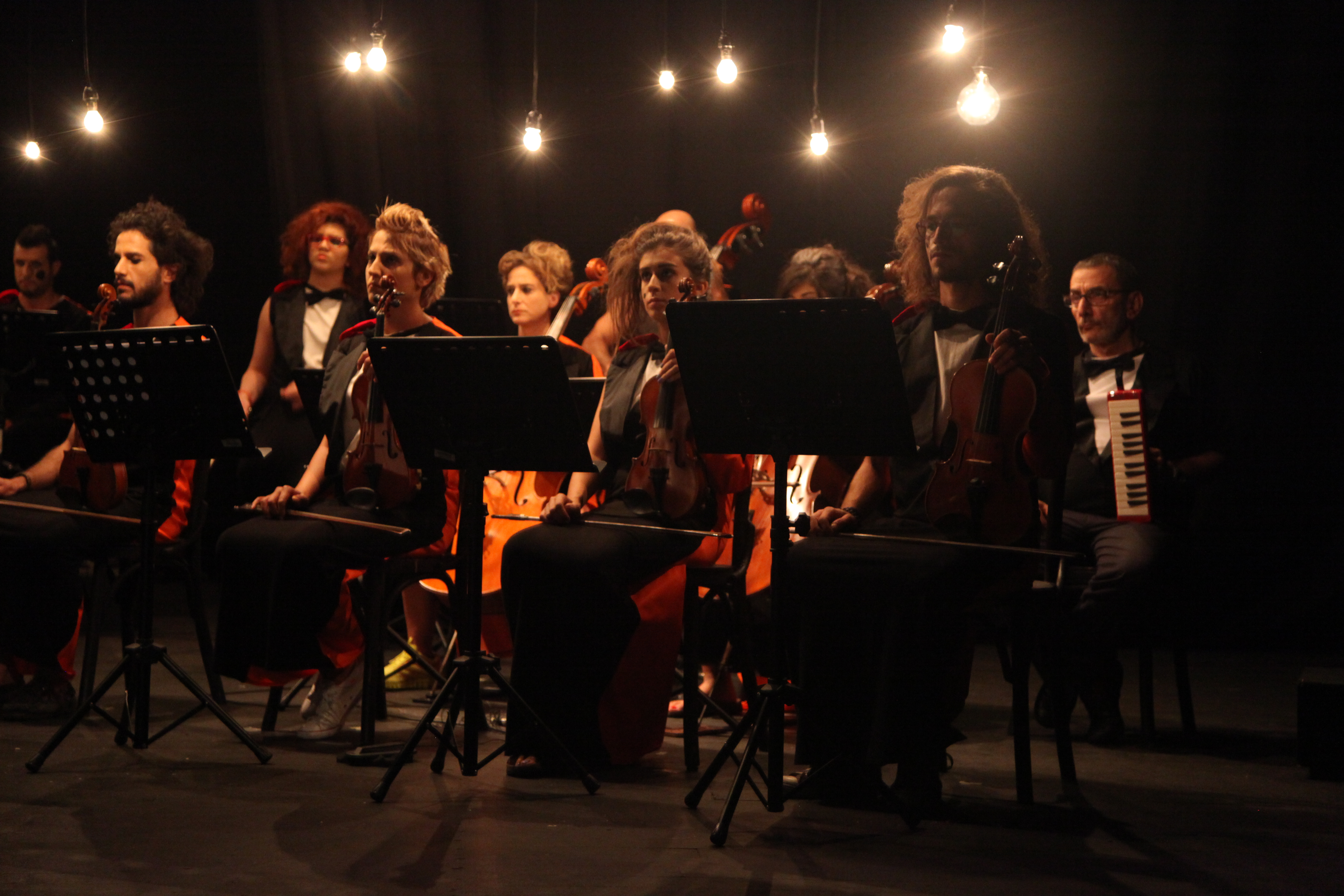
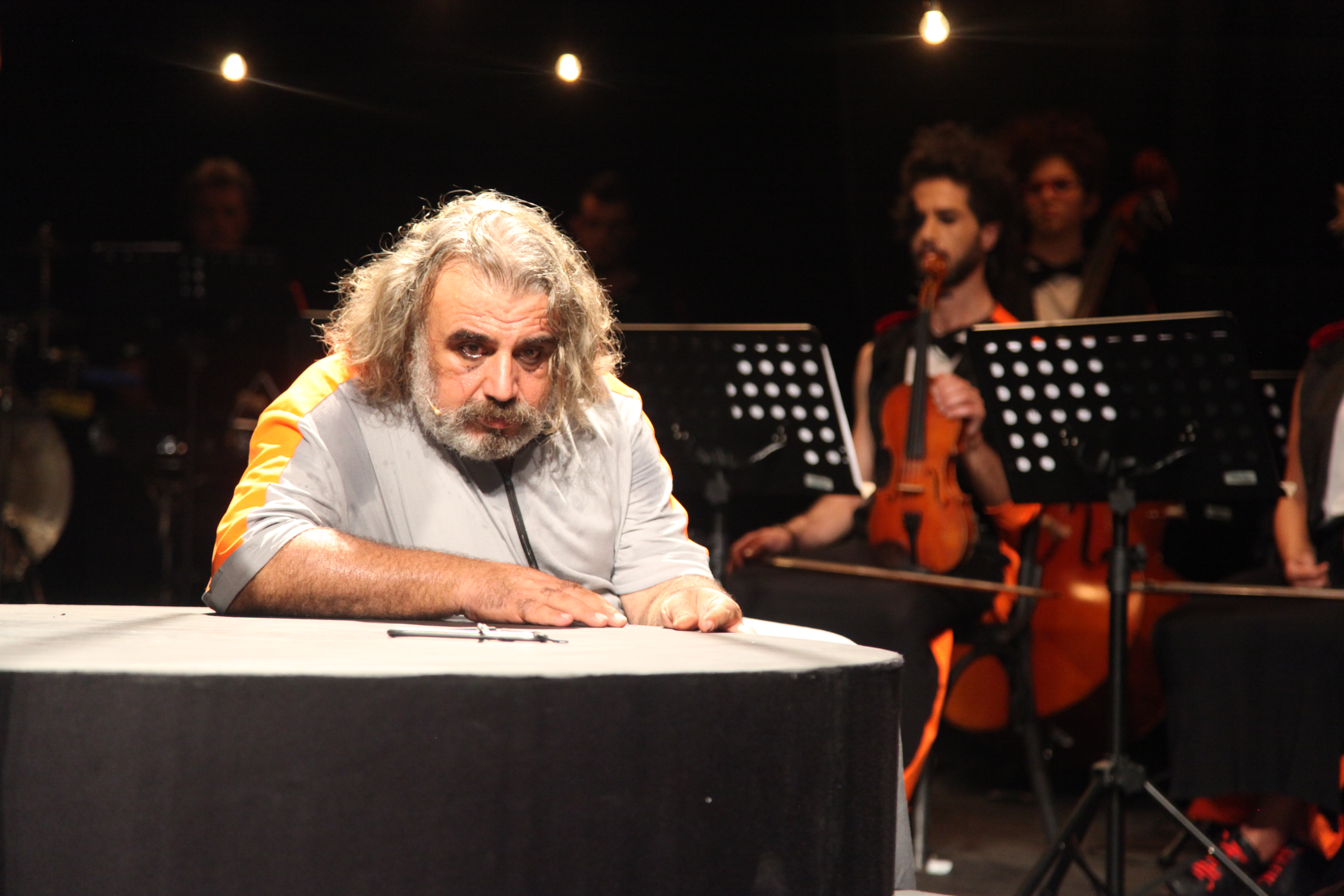
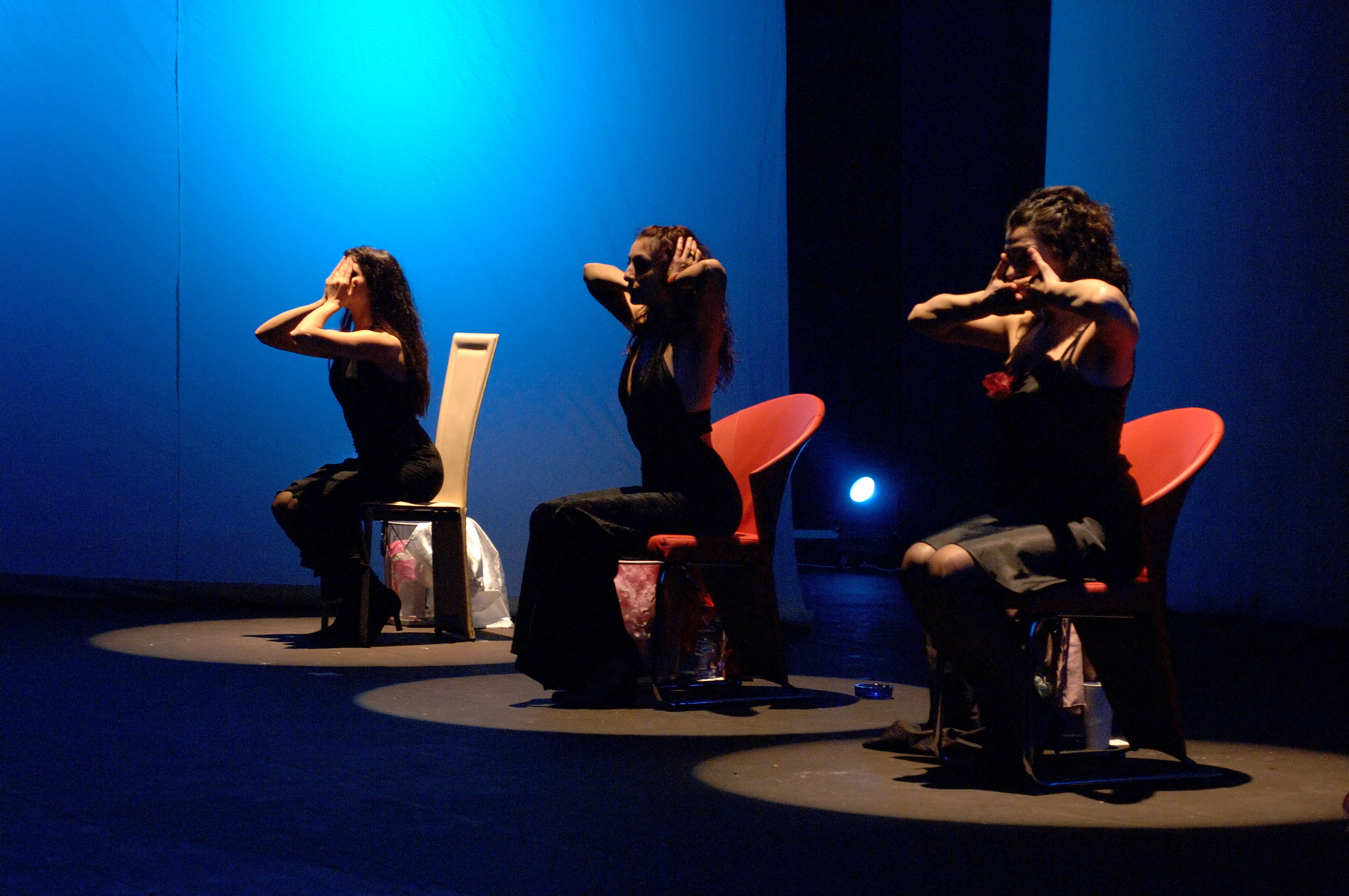
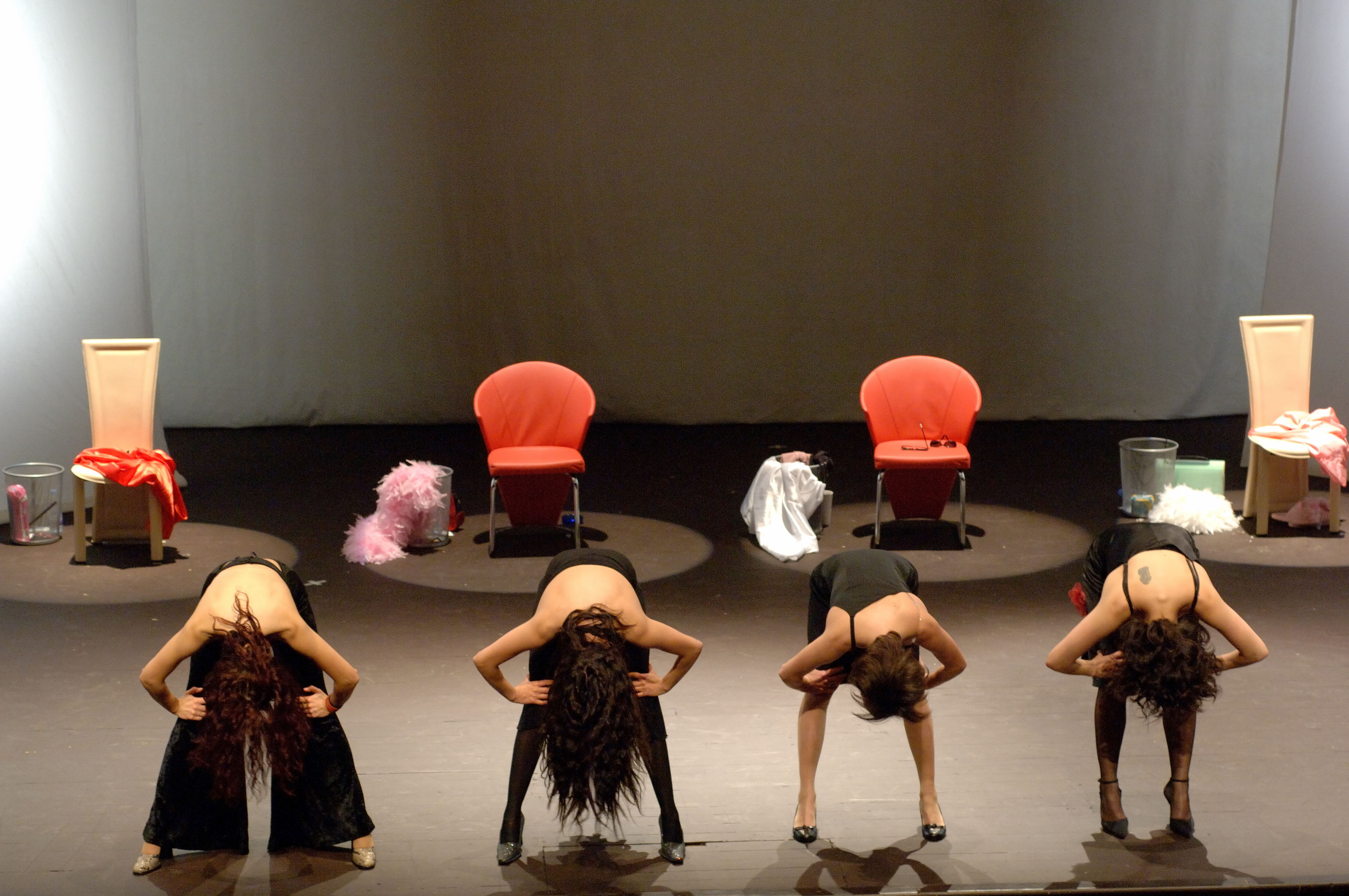
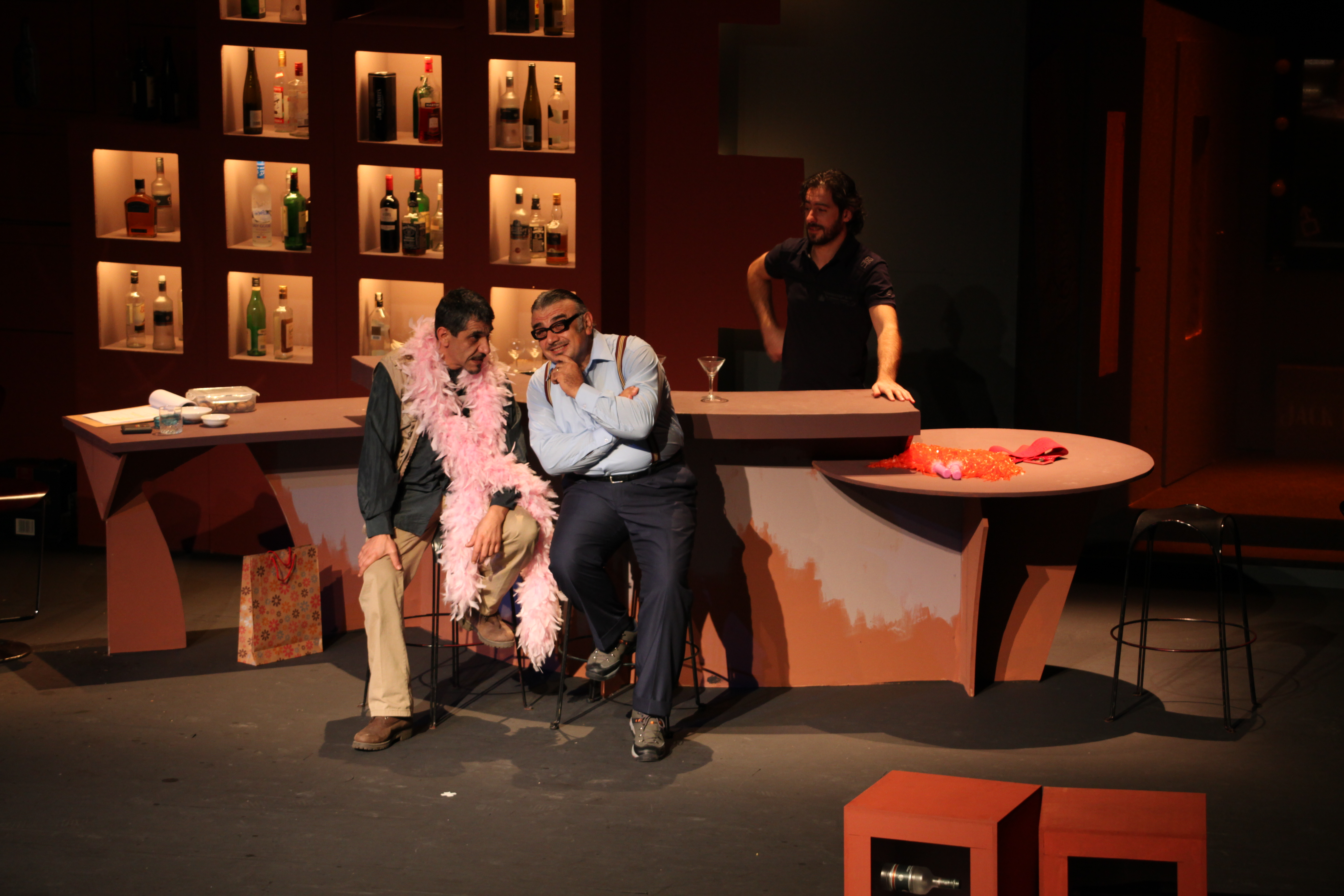
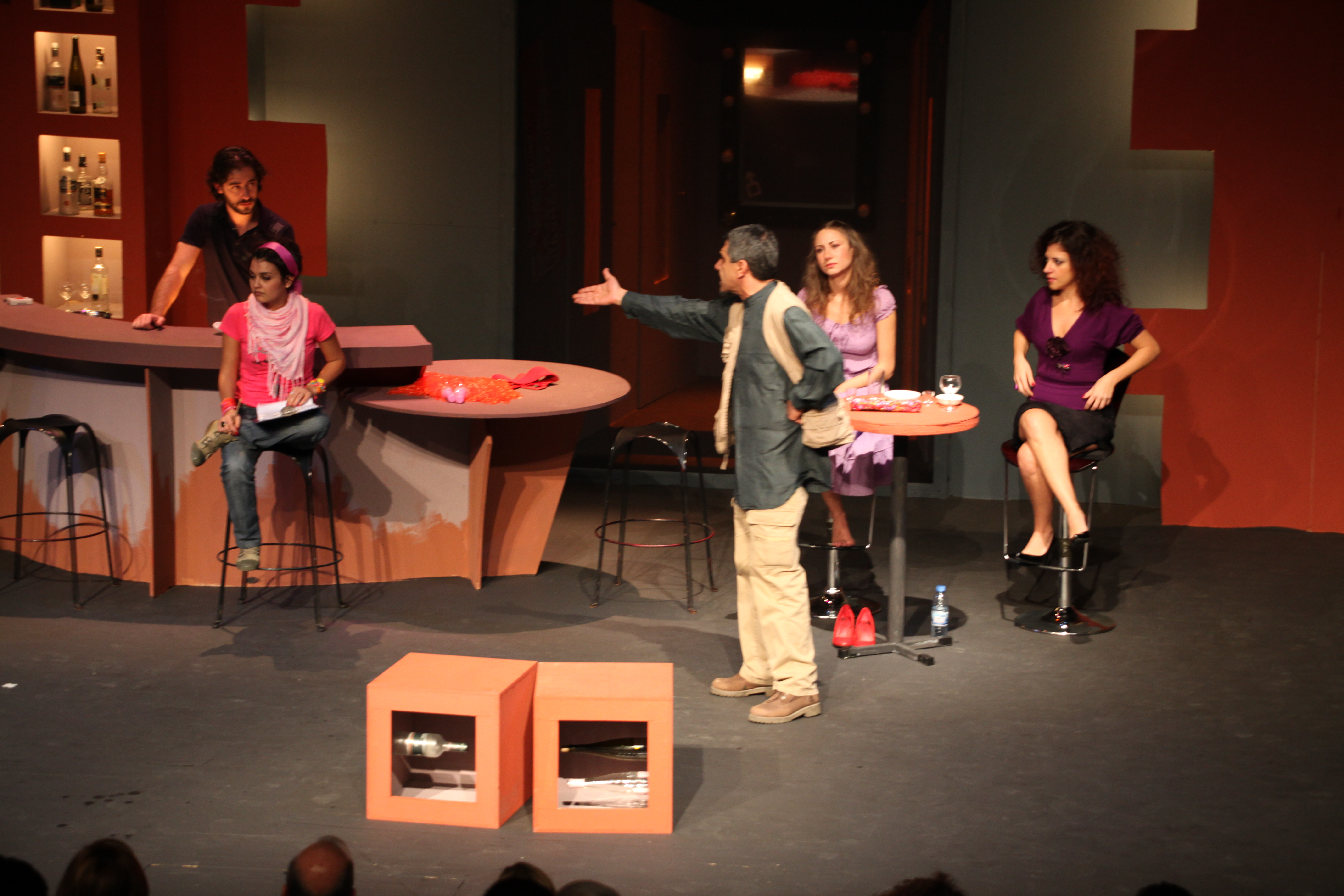
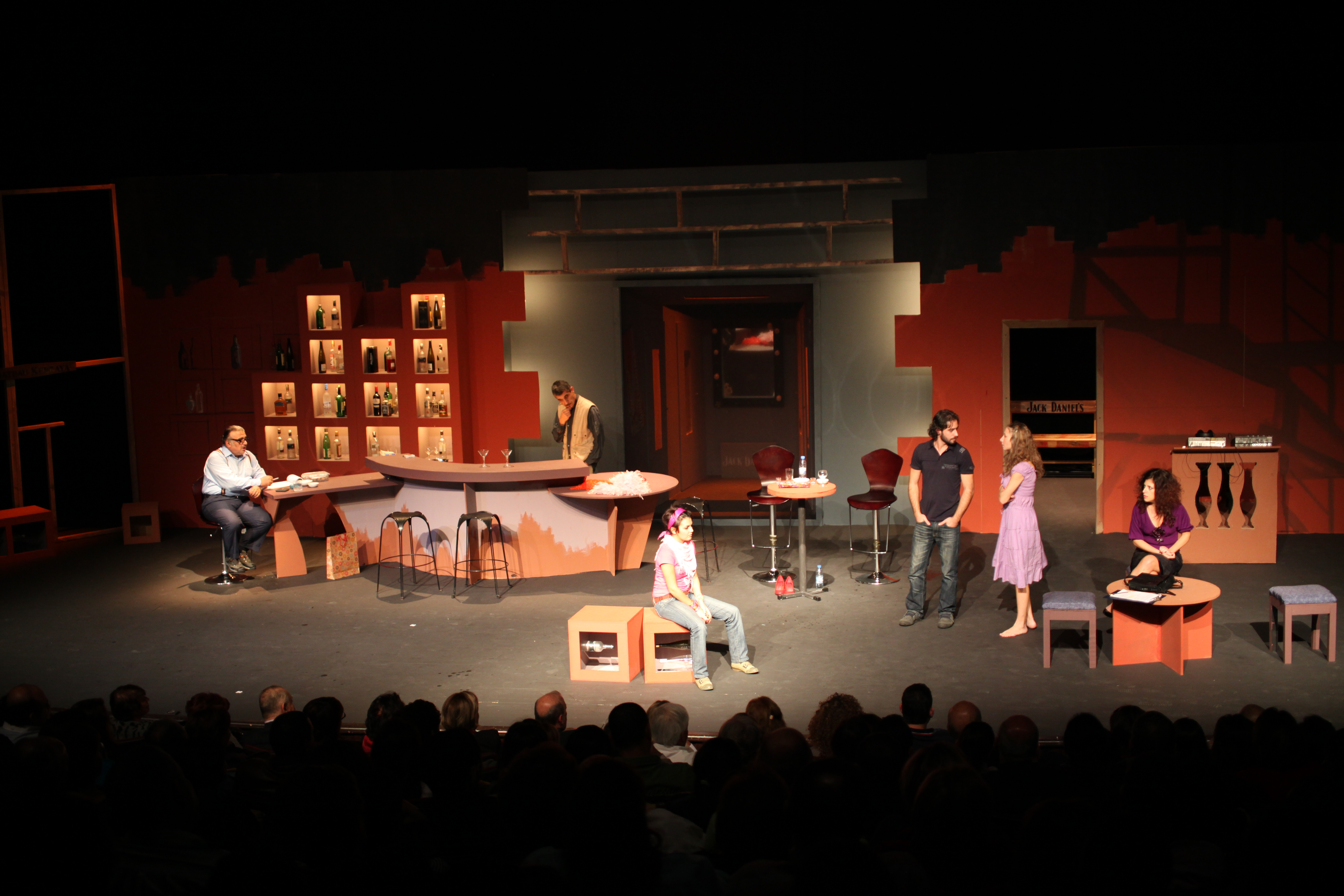

## المسرحيات
| العنوان       | تاريخ العرض | مرجع   |
| حكي رجال      | 2018        | [ 9 ]  |
| لماذا         | 2016        | [ 13 ] |
| مجنون يحكي    | 2013        | [ 14 ] |
| صار لازم نحكي | 2009        |        |
| حكي نسوان     | 2006-2008   | [ 15 ] |
| فيزيا وعسل    | 2024        | [ 16 ] |

| لماذا             | 2015 |
| كيف تعلمت القيادة | 2014 |
| الإشاعات          | 2013 |
| مذهب              | 2012 |
| الشغيلة           | 2011 |